# 在线备份
在线备份服务也稱為雲備份，是一种通过互联网提供給用户的备份和儲存數據的服务。
在线备份系统包括客户端和網絡页面，提供擴充性強大的主機與簡單的操作界面，讓使用者在任何時間可以存取大量資料，用户可調用客户端或網絡界面来搜集、压缩、加密并传送变化的数据到互联网上的服务端。有些产品也支持远程持续数据保护（RCDP）。

## 備份方式
混合式備份D2D2C（disk-to-disk-to-cloud）是應用雲端儲存空間的備份機制。備份資料先會被儲存在本地硬盤中，然後備份軟體會對備份資料加密及壓縮，再傳送到雲端儲存空間上。在本地的備份資料可能會在上傳後被刪除，或者被保留數日，做為快速災害復原之用。

## 雲端備份服務業者
- ExaBackup（页面存档备份，存于）
- DBFen（页面存档备份，存于）
- ASUS WebStorage（页面存档备份，存于）
- Backblaze
- Dropbox（页面存档备份，存于）
- GoogleDrive（页面存档备份，存于）
- Mozy（页面存档备份，存于）
- Zmanda Cloud Backup（页面存档备份，存于）（Open source）